# Charlie Rouse
Charlie Rouse (Washington, 1924. április 6. – Seattle, 1988. november 30.) amerikai tenorszaxofonos, fuvolás.

## Pályakép
Charlie Rouse eleinte klarinétozni tanult, aztán a inkább a szaxofont választotta. Hamarosan már Billy Eckstine (1944) és Dizzy Gillespie (1945) big bandjében játszott, de első felvételeit Tadd Dameron és Fats Navarro szólistájaként készítette 1947-ben és Count Basienél 1950-ben. Ezt követték afelvételek Clifford Brownnal (1953) és az Oscar Pettiford Sextettel (1955).
1956-59 között Julius Watkinsszal a Les Jazz Modes zenekart vezette. 1961-ben Benny Carter Further Definitions című albumán játszott.
Rouse leginkább a Thelonious Monk Quartettel végzett munkáival vált ismertté, amelynek 1959-től 1970-ig, tizenegy évig volt a tagja, és amelyet a dzsessz történetének egyik leggyümölcsözőbb együttműködéseként tartanak számon. Ebben az időben alakult ki Rouse saját stílusa is, amely egyenes, nyugodt, tiszta, ugyanakkor gazdag is. Rouse visszafogott személyisége harmonizált Monk elfojthatatlan személyiségével, akivel kifinomult összjátéka alakult így ki.
Miles Davis azt írta életrajzában, hogy Charlie Rouse játéka csak John Coltrane, Sonny Rollins játékával mérhető össze.
Az 1970-es években zenekarvezetőként három albumot rögzített. Ennek a kreatív időszaknak a fénypontja a „Cinnamon Flower” album volt, amelyen olyan brazil újoncokat hozott össze, mint Dom Salvador, Amaury Tristao, Dom Um Romão és Claudio Roditi − olyan ismert New York-i zenészekkel, mint Ron Carter, Bernard Purdie és Clifford Adams.
1979-ben megalapította a Sphere együttest Ben Riley dobossal és Kenny Barron zongoristával − mintegy tisztelegve Thelonious Monk munkássága előtt. Hét héttel az utolsó albuma, az „Epistrophy” megjelenése után Rouse 1988-ban tüdőrákban halt meg 64 éves korában.
2007-ben a „Charlierouse” aszteroidát a róla nevezte el felfedezője − Joe Montani amerikai csillagász, Monk and Rouse rajongója.

## Lemezválogatás
- Jazz Modes (1956)
- The Chase Is On (1957)
- Takin’ Care Of Business (1960)
- Unsung Hero (1960-61)
- Two is One (1974)
- Cinnamon Flower (1974)
- Moment’s Notice (1977)
- Bossa Nova Bacchanal (1962-65)
- Upper Manhattan Jazz Society (1981)
- Social Call (1984)
- Epistrophy (1988)

### Thelonious Monkkal
- 1959: At Town Hall
- 1961: Monk in France
- 1961: Thelonious Monk in Italy
- 1961: Monk in Copenhagen
- 1962: Monk's Dream
- 1963: Criss Cross
- 1963: At Newport 1963 and 1965
- 1963: Monterey Jazz Festival(wd) '63
- 1963: Big Band / Quartet In Concert
- 1964: It's Monk's Time
- 1964: Monk
- 1964: Live at the It Club
- 1964: Live At The Jazz Workshop
- 1965: Monk In Paris
- 1965: Olympia, 6 mars 1965 & Olympia, 7 mars 1965
- 1965: Paris At Midnight
- 1967: Straight, No Chaser
- 1967: The Nonet − Live!
- 1968: Underground

## Fordítás
- Ez a szócikk részben vagy egészben  a   Charlie Rouse című német Wikipédia-szócikk ezen változatának fordításán alapul.  Az eredeti cikk szerkesztőit annak laptörténete sorolja fel. Ez a jelzés csupán a megfogalmazás eredetét és a szerzői jogokat jelzi, nem szolgál a cikkben szereplő információk forrásmegjelöléseként.